# Лос Паласиос и Вилафранка
Лос Паласиос и Вилафранка е град, разположен в провинция Севиля, Испания. Според преброяването от 2006 г. градът има население от 35 225 граждани.

## Побратимени градове
- Лос Паласиос, Куба[2]
- Сен Коломбан, Лоар Атлантик, Франция[3]
- Риванацано Терме, Италия[4]
- Тифарити, Сахарска арабска демократична република[5]

## Известни хора
- Хесус Навас (роден 1985 г.), футболист
- Фабиан Руис (роден 1996 г.), футболист
- Гави (роден 2004 г.), футболист

- Лос Паласиос и Вилафранка, 2010 г.
- Лос Паласиос и Вилафранка, 1715 г.

## Външни връзки
- Официален сайт
- Los Palacios Cofrade – Страстната седмица – Los Palacios y Villafranca

|  | Тази страница частично или изцяло представлява превод на страницата Los Palacios y Villafranca в Уикипедия на английски. Оригиналният текст, както и този превод, са защитени от Лиценза „Криейтив Комънс – Признание – Споделяне на споделеното“, а за съдържание, създадено преди юни 2009 година – от Лиценза за свободна документация на ГНУ. Прегледайте историята на редакциите на оригиналната страница, както и на преводната страница, за да видите списъка на съавторите. ВАЖНО: Този шаблон се отнася единствено до авторските права върху съдържанието на статията. Добавянето му не отменя изискването да се посочват конкретни източници на твърденията, които да бъдат благонадеждни. |